# کوپتیزین
کوپتیزین (به انگلیسی: Coptisine) با فرمول شیمیایی C۱۹H۱۴NO۴+ یک ترکیب شیمیایی با شناسه پاب‌کم ۷۲۳۲۲ است. که جرم مولی آن ۳۲۰٫۳۱۹ g/mol می‌باشد. 